# Frassineto Po
Frassineto Po (Frassiné da Pò in piemontese) è un comune italiano di 1 358 abitanti della provincia di Alessandria in Piemonte del basso Monferrato.

## Storia
Durante il medioevo Frassineto Po era sotto i Vescovi di Vercelli; questi lo diedero alla ricca famiglia Cane che risiedeva a Casale Monferrato. Nel 1187 il feudo venne ceduto al Monastero di Rivolta. Entrò a far parte, nel 1355, del Marchesato di Monferrato e poi, nel 1371, cadde sotto Milano. I Gonzaga ottennero il feudo nel 1446. La parrocchia fece parte, fino al 1804, della diocesi di Milano ma poi, nel 1806, diventò parte della diocesi di Casale. Durante la seconda guerra di indipendenza, il 3 maggio 1859, morirono 8 soldati di Frassineto.
Frassineto Po dal 2003, su iniziativa dell'editore Claudio Maria Messina e del senatore Angelo Muzio, è un Villaggio del Libro: una vetrina privilegiata per libri fuori catalogo, usati e antichi e un luogo dove, nell'arco di tutto l'anno, si svolge un calendario fitto di appuntamenti, incontri con gli autori, conferenze, rappresentazioni teatrali, mostre d'arte o di fotografia. La sede permanente del Villaggio è ospitata nell'ala est di Palazzo Mossi, costruzione sontuosa e complessa in stile neoclassico, commissionata nel 1812 dall'Arcivescovo Vincenzo Maria Mossi all'architetto Agostino Vitoli di Spoleto.  Il 16 febbraio 2008 è stato aperto, in una ex discoteca, il Booklet, il primo outlet del libro (dove trovare libri difficilmente reperibili attraverso i canali tradizionali di vendita). In due piani dello storico palazzo è allestito il "Centro di Interpretazione del Paesaggio del Po", innovativo percorso museale voluto dal Parco del Po vercellese - alessandrino, in cui si dipana la storia millenaria del territorio con espositori multimediali, postazioni video e scenografie.

### Simboli
Lo stemma e il gonfalone del comune di Frassineto Po sono stati concessi con decreto del presidente della Repubblica del 9 maggio 1996.

## Monumenti e luoghi di interesse
- Chiesa della Madonna degli Angeli
- Palazzo Mossi
- Palazzo Ducale

## Società

### Evoluzione demografica
Abitanti censiti

## Amministrazione
Di seguito è presentata una tabella relativa alle amministrazioni che si sono succedute in questo comune.
| Periodo         | Periodo         | Primo cittadino      | Partito              | Carica  | Note  |
| --------------- | --------------- | -------------------- | -------------------- | ------- | ----- |
| 3 marzo 1986    | 24 maggio 1990  | Rosanna Girino       | lista civica         | Sindaco | [ 7 ] |
| 24 maggio 1990  | 30 ottobre 1993 | Luigi Boselli        | Democrazia Cristiana | Sindaco | [ 7 ] |
| 7 novembre 1993 | 24 aprile 1995  | Roberto Cognasso     | lista civica         | Sindaco | [ 7 ] |
| 24 aprile 1995  | 14 giugno 1999  | Angelo Muzio         | centro-sinistra      | Sindaco | [ 7 ] |
| 14 giugno 1999  | 14 giugno 2004  | Angelo Muzio         | lista civica         | Sindaco | [ 7 ] |
| 14 giugno 2004  | 8 giugno 2009   | Andrea Serrao        | lista civica         | Sindaco | [ 7 ] |
| 8 giugno 2009   | 26 maggio 2014  | Andrea Serrao        | lista civica         | Sindaco | [ 7 ] |
| 26 maggio 2014  | 17 gennaio 2017 | Angelo Muzio         | lista civica         | Sindaco | [ 7 ] |
| 17 gennaio 2017 | 12 giugno 2017  | Simone Gay           | lista civica         | Sindaco | [ 7 ] |
| 12 giugno 2017  | 12 giugno 2022  | Gian Marco Argentero | lista civica         | Sindaco | [ 7 ] |
| 12 giugno 2022  | in carica       | Andrea Serrao        | lista civica         | Sindaco | [ 7 ] |